# Championnats du monde de four cross
Les championnats du monde de four-cross, officiellement Championnats du Monde Mountain Bike Four-cross se déroulent chaque année entre 2002 et 2021 et sont organisés par l'Union cycliste internationale.

## Évolution du programme
Le Four-cross (4X) apparait en 2002 en remplaçant le dual slalom. Jusqu'en 2011, les mondiaux de Four Cross on lieu en même temps que les championnats du monde de VTT de cross-country, la descente et le trial. En 2012, le cross-country éliminatoire fait son apparition au programme. Dès 2013, les championnats de four-cross sont organisés séparément des autres championnats, exceptions faites en 2016 lorsqu'ils sont organisés en même temps que ceux de descente et de trial et en 2021, à Val di Sole. L'édition 2022 n'a pas eu lieu et en septembre 2022, l'UCI annonce la suppression de ces championnats du monde.

## Éditions
| Année | Pays             | Ville              |
| ----- | ---------------- | ------------------ |
| 2002  | Autriche         | Kaprun             |
| 2003  | Suisse           | Lugano             |
| 2004  | France           | Les Gets           |
| 2005  | Italie           | Livigno            |
| 2006  | Nouvelle-Zélande | Rotorua            |
| 2007  | Royaume-Uni      | Fort William       |
| 2008  | Italie           | Val di Sole        |
| 2009  | Australie        | Canberra           |
| 2010  | Canada           | Mont Sainte-Anne   |
| 2011  | Suisse           | Champéry           |
| 2012  | Autriche         | Saalfelden-Leogang |
| 2013* | Autriche         | Leogang            |
| 2014* | Autriche         | Leogang            |
| 2015* | Italie           | Val di Sole        |
| 2016  | Italie           | Val di Sole        |
| 2017* | Italie           | Val di Sole        |
| 2018* | Italie           | Val di Sole        |
| 2019* | Italie           | Val di Sole        |
| 2020  | Annulé,          | Annulé,            |
| 2021  | Italie           | Val di Sole        |

* Édition ayant lieu séparée

## Palmarès
- Hommes (2002-2021)
- Femmes (2002-2021)